# La Chapelle-Longueville
La Chapelle-Longueville – gmina we Francji, w regionie Normandia, w departamencie Eure. W 2013 roku liczba ludności wynosiła 3414 mieszkańców.
Gmina została utworzona 1 stycznia 2017 roku z połączenia trzech ówczesnych gmin: La Chapelle-Réanville, Saint-Just oraz Saint-Pierre-d’Autils. Siedzibą gminy została miejscowość Saint-Just.